# Geocoin
En geocoin eller geomønt er et sporbart objekt, der bruges indenfor sporten geocaching, på samme måde som Travel Bugs. Det er en mønt, som rejser fra cache til cache. Hvis man finder en geocoin i en geocache er man velkommen til at tage den med, hvis man senere lægger den i en anden cache, så den kan rejse videre. Du må ikke beholde den som en almindelig bytteting, da den tilhører en anden geocacher. 
I modsætning til almindelige bytteobjekter i geocaches er en geocoin forsynet med et unikt trackingnummer på seks tal/bogstaver. Ved hjælp af dette nummer kan man på geocaching.com logge, at man har taget geocoinen. Når man lægger geocoinen tilbage i en cache, skal man også logge det på nettet. På den måde kan man se hvordan geocoinen flytter sig fra sted til sted. 
En geocoin kan have en mission som for eksempel at komme hen til et bestemt sted, som Eiffeltårnet. Et sådant besøg bliver dokumenteret ved, at finderen fotograferer geocoinen sammen med Eiffeltårnet. Andre geocoins rejser rundt uden mål, men vil for eksempel besøge så mange geocaches som muligt. Der er mange eksempler på geocoins, der har rejst titusindvis af kilometer og sågar er nået Jorden rundt. 
Betegnelsen mønt er muligvis lidt misvisende, da en geocoin ikke har nogen pålydende pengeværdi. Den må nærmere betragtes som en medalje der omhandler et bestemt tema. Dette tema har ofte, men langt fra altid, relation til geocaching. Der fremstilles hele tiden nye typer af geocoins, og der er allerede fremstillet langt over 1000 forskellige typer. Mønterne bliver stadig mere flotte og fantasifulde, med brug af nye motiver og farver. En stor del af mønterne er ikke længere runde, men formgivet efter de objekter, de omhandler. Det er dog et krav, at de grundliggende er 2-dimensionale (flade), men mange har alligevel flotte 3-dimensionelle effekter indenfor denne begrænsning. De mest almindelige størrelser er fra 1 til 2 tommer (25,4 til 50,8 mm) i diameter. Mønterne er normalt lavet af jern, messing eller andet metal og overfladebehandlet så de ligner guld, sølv, kobber eller bronze. Mønter af porcelæn og andre ikke-metaller er ligeledes fremstillet, men er sjældne. 
Nogle geocoins produceres af "menige" geocachere, enkelte velgørende organisationer har anvendt geocoins til at gøre opmærksom på en sag (f.eks. sukkersyge) og igen andre er produceret som reklame for et produkt (f.eks. Jeep).
På grund af denne mangfoldighed af forskellige mønter er en del mennesker begyndt at samle på dem, i stedet for at lægge dem i cacher. De fleste geocoins fremstilles i forholdsvis begrænsede antal, typisk omkring 500 stk. En del mønter bliver meget hurtigt udsolgt og bliver eftertragtede samlerobjekter, med deraf følgende høje priser på eBay og lignende.